# Fulminant (1877)
Pour les autres navires du même nom, voir Fulminant.
La Fulminant est un cuirassé garde-côtes de la classe Tonnerre. Lancé en 1877, il est mis en service en 1882 et rayé des listes en 1908.

## Histoire
La construction du cuirassé Fulminant commence à l'arsenal de Cherbourg en janvier 1875. Il est lancé en août 1877 puis armé en 1882. C'était alors l'un des trois cuirassés français gardes-côtes, avec le Tonnerre et la Tempête, à la silhouette ressemblant aux monitors américains. Il avait un déplacement de 5 871 tonnes, pour une longueur de 76 mètres, sa vitesse était de 14 nœuds. Son armement consistait principalement en deux canons de 274 mm, complété par une dizaine de pièces diverses. Son équipage comptait cinq officiers et environ 250 officiers-mariniers et marins. 
En 1887 il talonne une roche inconnue alors (dite depuis "Roche du Fulminant") à l'entrée du port du Conquet ; l'équipage fut secouru par le canot de sauvetage local, mais le bateau fut finalement sauvé.
Il sert de dépôt de torpilles dans les années 1890. Il est finalement rayé des listes en 1908.